# Vinzenz Rose
Vinzenz Rose, auch Vincent Rose (* 2. Juli 1908 in Schönau; † 1996), war ein deutscher Sinto, Überlebender des Porajmos und Mitbegründer der Bürgerrechtsbewegung der Sinti und Roma.

## Elternhaus
Vinzenz Rose wurde am 2. Juni in Schönau (Oberschlesien) als Sohn von Anton (geboren 1. März 1874 in Widamischel, gestorben 1. September 1943 in Auschwitz) und seiner Frau Lisetta Rose (geboren am 16. September 1874, gestorben im KZ Ravensbrück) geboren. Die Eltern betrieben in Darmstadt ein Kino. Die NS-Behörden versuchten die Familie in mehreren Versuchen aus der Reichsfilmkammer zu drängen, was einem Berufsverbot gleichkam. Nachdem diese Maßnahme Erfolg gehabt hatte, zog die Familie nach Frankenthal um, wo sie ein Haus kaufte.
Im Pausenprogramm eines Wanderkinos der Familie trat er als „Geigenkünstler Rosetti“ auf. Das Kino wurde 1936 durch NS-Behörden geschlossen, so erinnerte sich Jakob Bamberger.

## Im NS-Staat
1940 entzog sich die Familie einem ersten Deportationsversuch durch Flucht, die sie bis in die Tschechoslowakei führte. Zwischen 1941 und 1942 war Vinzenz Rose mit seinem Bruder ständig auf der Flucht. 1942 gelang es ihnen, sich in Saarbrücken gefälschte Ausweispapiere zu beschaffen und zu ihrer Familie, die nun in Schwerin lebte, zurückzukehren. Eine Denunziation führte zur Verhaftung von Vinzenz Rose; er wurde ins Zuchthaus Großstrelitz in Mecklenburg verbracht. Es folgte die Deportation ins „Zigeunerlager Auschwitz“, in dessen Hauptbuch er unter der Nummer Z 3466 mit Eingangsdatum vom 15. März 1943 verzeichnet ist. Unter der vorausgehenden Häftlingsnummer Z 3465 ist sein Vater registriert. Mit Datum vom 29. April 1943 findet sich eine weitere Verlegung nach „Au“. Seine Eltern starben dort. Aus Auschwitz konnte er einen Kassiber an seinen Bruder schicken, nachdem er einen Wachmann mit seinem Geigenspiel beeindruckt hatte. Sein Bruder besuchte ihn getarnt als ausländischer Künstler einer KdF Unterhaltungsgruppe.
Die nächste bekannte Station war das KZ Natzweiler-Struthof, wohin er für medizinische Versuche verlegt wurde.
Im August 1943 war im KZ Natzweiler-Struthof eine Gaskammer für medizinische Menschenversuche in Betrieb genommen worden. Otto Bickenbach und sein Assistent Helmut Rühl führten von Juni bis August 1944, nach einer Versuchsreihe im Sommer 1943, in dieser Gaskammer Giftgasversuche mit Phosgen durch. Mehr als 50 Häftlinge, hauptsächlich „Zigeuner“, die für medizinische Versuche aus Auschwitz nach Natzweiler-Struthof verlegt worden waren, wurden im Zuge dieser Versuche ermordet.
Vinzenz Rose wurde in das zugehörige KZ-Außenlager Neckarelz verlegt und konnte von dort später entfliehen. In Neckarelz leistete er ebenso wie zahlreiche Sinti, darunter Anton Rose und Silvester Lampert, Zwangsarbeit im „Kommando Elektro“, das für die Firmen Siemens, AEG und Brown, Boveri & Cie im Auftrag von Daimler-Benz die Telefonanlage und Stromversorgung der unterirdischen Fabrik, Deckname „Goldfisch“, erstellte.
Vinzenz Rose war der einzige Häftling, dem die Flucht aus dem Lager gelang.

## Nach 1945
In den frühen fünfziger Jahren organisierte Vinzenz Rose zusammen mit seinem Bruder die ersten Ansätze einer Bürgerrechtsbewegung für Sinti in Westdeutschland. Schon zuvor hatte Oskar Rose einen Privatdetektiv erfolgreich beauftragt, Robert Ritter aufzuspüren. In dem Ermittlungsverfahren gegen Ritter sagten beide Brüder aus.
1971 gründete Vinzenz Rose das „Zentralkomitee der Sinti Westdeutschlands“, das kurze Zeit später in „Verband der Sinti Deutschlands“ umbenannt wurde. Dieser Verband organisierte 1972 die erste Protestdemonstration von Sinti.
1974 finanzierte Rose aus privaten Mitteln das erste Mahnmal für Sinti und Roma auf dem ehemaligen Gelände des „Zigeunerlagers Auschwitz“. Dieses Mahnmal war das erste, das weltweit an diesen Völkermord, den Porajmos, erinnerte. Diese Aktionen blieben weithin unbeachtet, politische Parteien und Kirchen lehnten jegliche Unterstützung ab.
Rose wurde 1978 das Bundesverdienstkreuz verliehen. Anlässlich der Verleihung stellte er als Vorsitzender des Verbandes der Cinti Deutschlands fest, dass es „einzig richtig sei, ihn ‚Cinto‘ zu nennen“, da „Zigeuner“ diskriminierend sei.
Romani Rose, der langjährige Vorsitzende des 1982 gegründeten Zentralrats Deutscher Sinti und Roma, ist der Sohn von Vinzenz’ Bruder Oskar Rose.

## Rezeption
- Wanderausstellung der KZ-Gedenkstätte Neckarelz: "Vinzenz Rose – Einer von uns?!" (seit 2023)[21]
- Unrecht und Widerstand – Romani Rose und die Bürgerrechtsbewegung, Dokumentarfilm, Deutschland 2022, Regie: Peter Nestler[22]